# Ngũ hình quyền

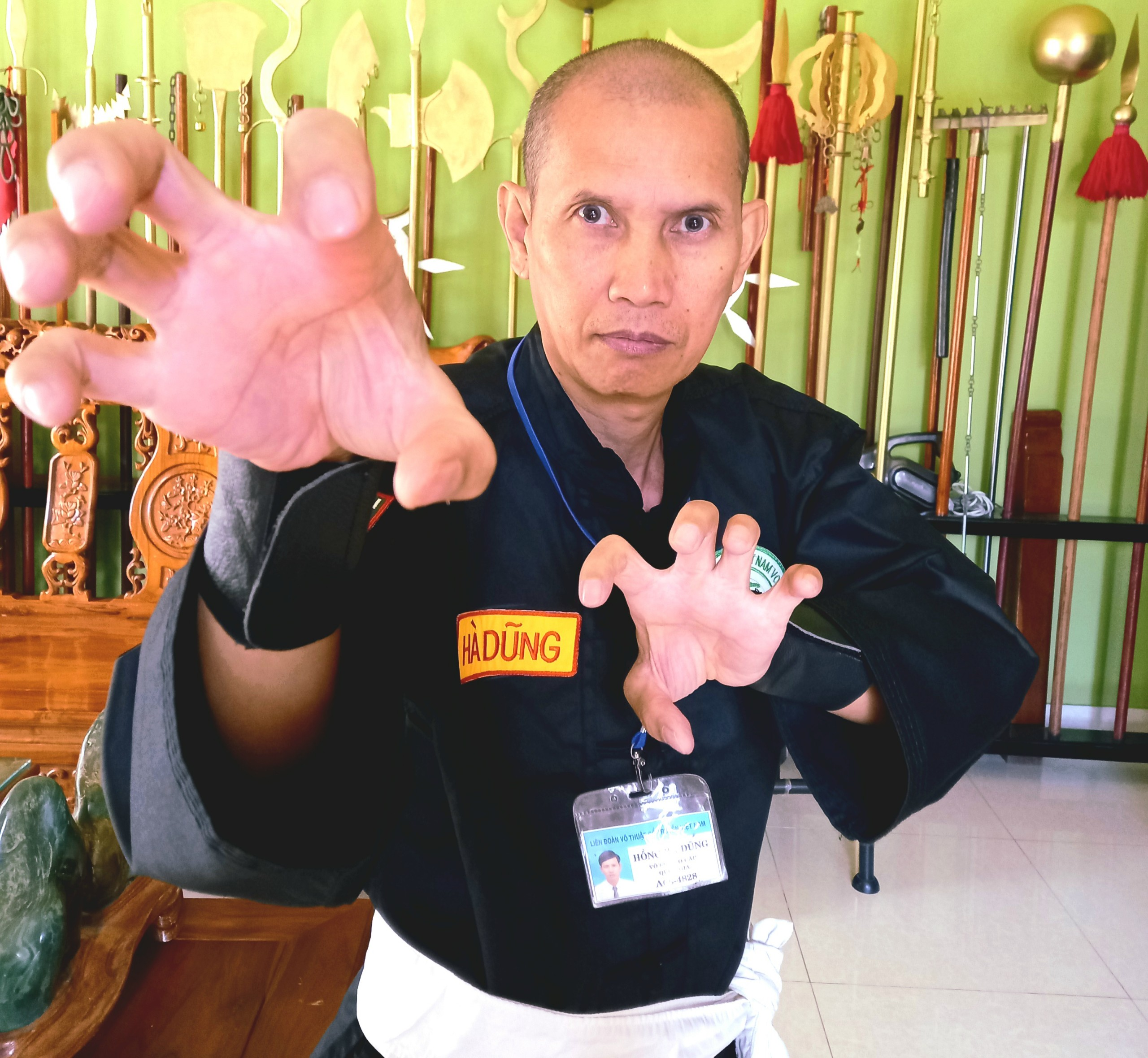
Một thế trong Ngũ hình quyền.

Ngũ hình quyền hay Ngũ hình (tiếng Trung Quốc: 五形; bính âm: wǔ xíng) là một thuật ngữ võ công truyền thống của Trung Hoa trên nền tảng Hình ý quyền (những võ công mô phỏng theo động tác của các loài động vật) trong đó được đặc trưng với sự mô phỏng động tác năm loài linh vật là Long (rồng), Xà (rắn), Hổ, Báo và Hạc. Đây là hệ thống quyền công quan trọng bậc nhất của các phái võ phương Nam (Nam phái) của Trung Hoa. Trong các hệ phái võ công Trung hoa ở Quảng Đông và Phúc Kiến thì hệ thống ngũ hình (05 loài vật) có sự khác biệt so với khởi thủy gồm Hổ, Hạc, Xà (giống võ công khởi thủy) và Hầu (khỉ), Đường lang (bọ ngựa) thay cho Long và Báo.

## Tổng quan
Một trong những nét đặc sắc của võ thuật cổ truyền Trung Hoa dựa trên sự nghiên cứu thói quen và tư thế chiến đấu của loài vật. Trải qua nhiều thế kỷ, đặc tính của các loài vật và ngay cả côn trùng đã được mô phỏng, rút tỉa tinh hoa, tái tạo thành kỹ thuật chiến đấu cho con người. Việc nghiên cứu về tư thế chiến đấu của loài vật tác động lớn vào nền võ thuật cổ truyền Trung Hoa và thành quả có được chính là Ngũ Hình Quyền, một bộ phận chính thống trong võ công Thiếu Lâm có ảnh hưởng lớn tới sự phát triển của nhiều môn võ khác.
Nguyên thủy của ngũ hình quyền được bắt đầu từ Hình ý quyền của Võ phái Thiếu Lâm Hà Nam, sau đó được phát triển mạnh mẽ thông qua hệ thống ngũ hình quyền ở phái Vịnh Xuân Quyền và Hồng Gia Quyền. Ngoài ra một yếu tố liên hệ đến là bài Ngũ Cầm Hí (五禽戲), tập luyện dựa theo động tác của năm loài vật: hổ, hươu, gấu, khỉ và chim của Hoa Đà.
Ngũ Hình quyền có nguồn gốc ban đầu từ Thiếu Lâm Tung Sơn Hà Nam vào thời nhà Nguyên do Thu Nguyệt thiền sư, là pháp danh của Bạch Ngọc Phong, sáng tác trên cơ sở phát triển của 173 chiêu thức của La Hán Thập Bát thủ (18 thế tay của phật A La Hán) để chế ra Ngũ Hình quyền gồm các bài quyền dựa theo những con thú nói trên và một bài tổng hợp của năm con thú. Sau này bộ Ngũ Hình quyền này đã truyền vào chùa Nam Thiếu Lâm ở Phúc Kiến, do vậy các phái võ miền Nam Trung Hoa có nguồn gốc từ Nam Thiếu Lâm Phúc Kiến đều có Ngũ Hình quyền, ví dụ như Vịnh Xuân quyền chẳng hạn cũng có bài Ngũ Hình quyền riêng không giống Ngũ Hình quyền của Hồng Gia quyền.
Trong các yếu tố trên thì Long quyền thuộc hỏa, lấy tâm làm chủ, luyện thần. Xà quyền thuộc hành kim, chủ phế, luyện khí (tiên thiên). Hổ quyền thuộc mộc, chủ can, luyện lực. Báo quyền hành thổ, chủ tì, luyện gân. Hạc quyền thuộc thủy, chủ thận, luyện tinh. Hệ thống ngũ hình còn gắn với triết lý Ngũ hành của Phương Đông và lấy làm căn bản trong các võ phái sau này. Con vật được nhắc đền đầu tiên trong hệ thống ngũ hình quyền cũng như hình ý quyền nói chung là hổ, là con vật được nhắc đến nhiều nhất trong các bài mô phỏng về động tác của thú, trong hình ý quyền thì hổ thuộc mạng mộc và tiêu biểu cho mùa xuân.

## Hệ thống quyền

### Long hình Quyền

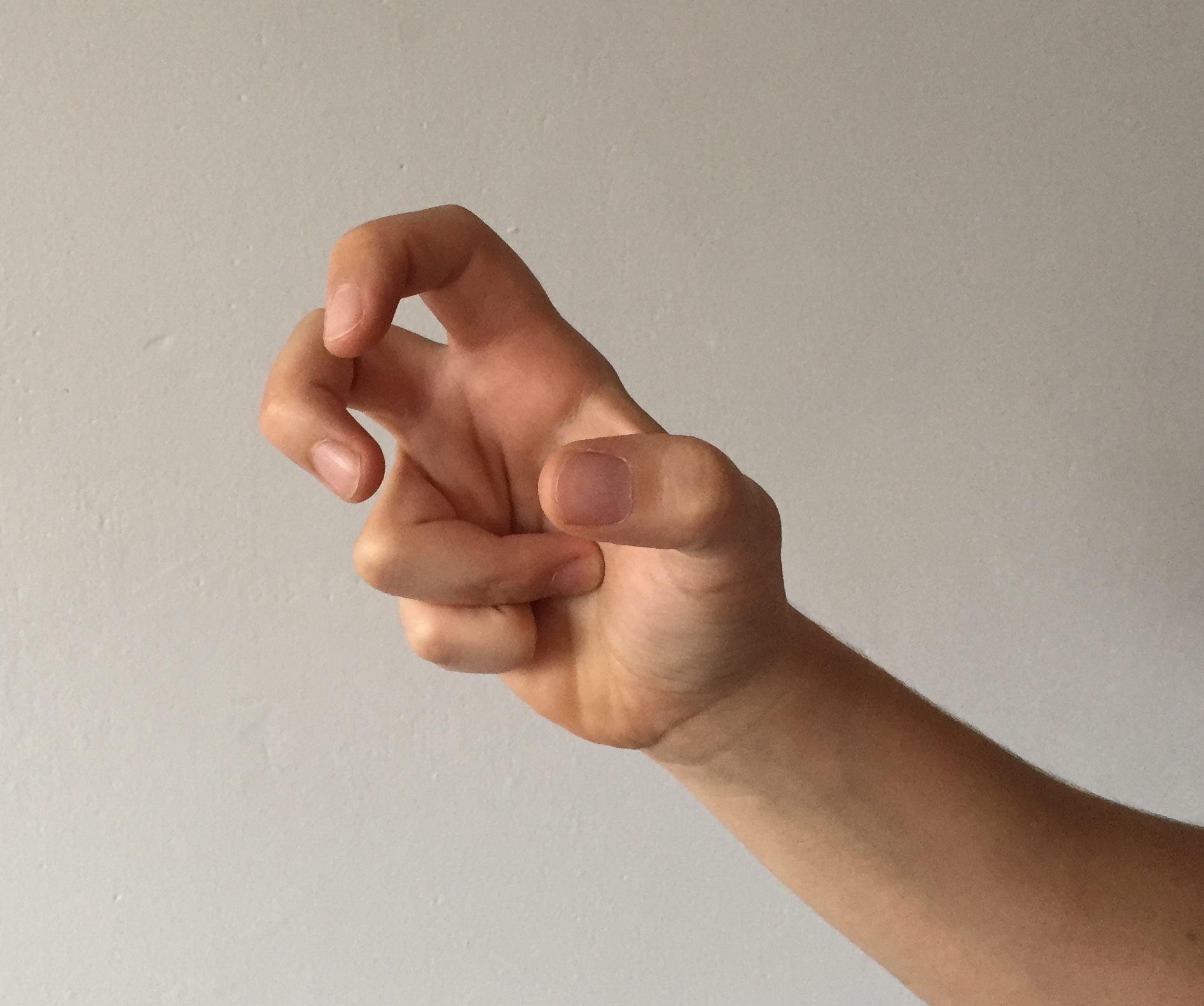
Long hình quyền

Long Hình Quyền chú trọng vào trảo thủ (khống chế, khóa, vặn) và chưởng pháp, nổi tiếng với nhiều trảo thủ khác biệt như: Thần Long Triển Trảo; Kim Long Thí Trảo; Thần Long Nhập Hải. Mặc dù Trảo Thủ thường được sử dụng nhiều nhất trong Long Hình Quyền nhưng các đòn đánh bằng Quyền và Chưởng vẫn được lưu ý tới. Các thế Quyền đặc sắc trong Long Hình Quyền là: Long Bái Vĩ; Thanh Long Xuất Hải; Kim Long Vọng Nhật… Long hình quyền nằm trong hệ thống ngũ hình quyền cổ điển nhưng hệ thống ngũ hình quyền sau này không có sự hiện diện. Một phần bởi hình tượng con rồng là sản phẩm của trí tưởng tượng nên động tác khó hình dung để mô phỏng, mặt khác về cơ bản thì con rồng Trung Hoa là dạng rắn do đó những động tác tinh túy đã được thể hiện trong xà hình quyền

### Xà hình quyền

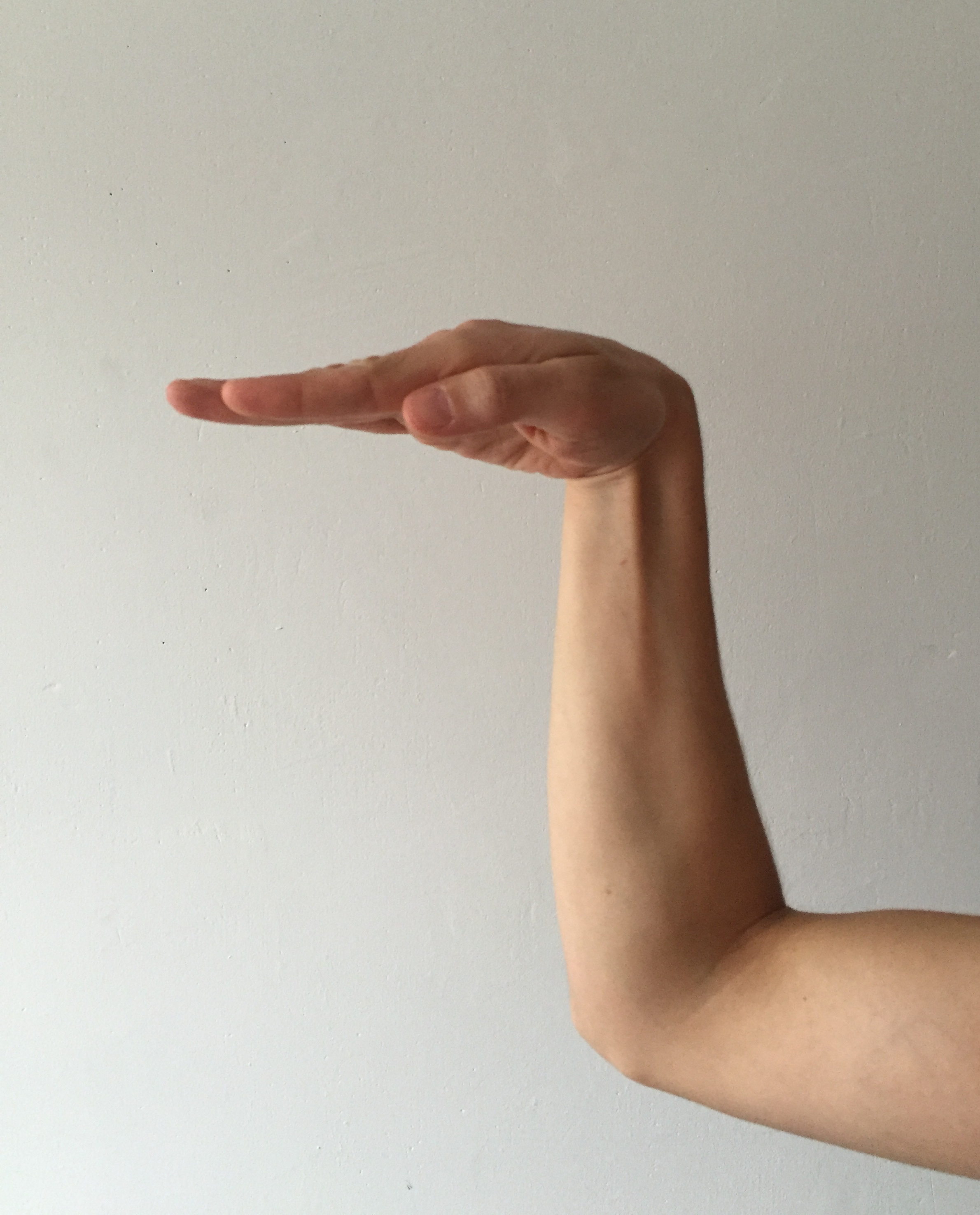
Xà hình quyền

Xà hình quyền hay còn gọi là võ rắn nhất mạnh tới sự chính xác. Khởi thủy trong tự nhiên, do thiếu tay, chân, loài rắn phải cử động bằng cách vặn bẻ ngoằn ngoèo toàn thân. Để tạo hiệu năng chiến đấu, loài rắn phải san lấp nhược điểm thiếu chân của mình bằng một số điều, chẳng hạn như: có thể cuộn mình và vươn thẳng đứng, như giống rắn hổ thường làm. Từ thế cuốn khúc này, với sự chính xác và một tốc độ nhanh, nó phóng thẳng về phía con mồi. Chính từ ngay sự xung kích và cử động bẻ vặn thân mình, rắn đã đạt tới một uy lực và sức mạnh lớn.
Cốt lõi của Xà Hình Quyền là phát triển và tăng bồi Khí lực, tức là một tinh thể cho phép tập trung và thấu chuyển uy lực vào các đòn đánh (các đòn chọc). Các thế võ từ đầu ngón tay của Xà hình quyền: Thanh Xà Xuất Động; Thủy Xà Thượng Diện. Mặc dù có vẻ mềm mại, mọi động tác của người sử dụng Xà Hình Quyền đều mau lẹ và mạnh mẽ. Khi được sử dụng bởi một cao thủ, sức mạnh của khí lực nội tại sẽ tạo nên một uy lực có thể lớn nhiều lần sức mạnh bình thường của con người.

### Hổ hình quyền

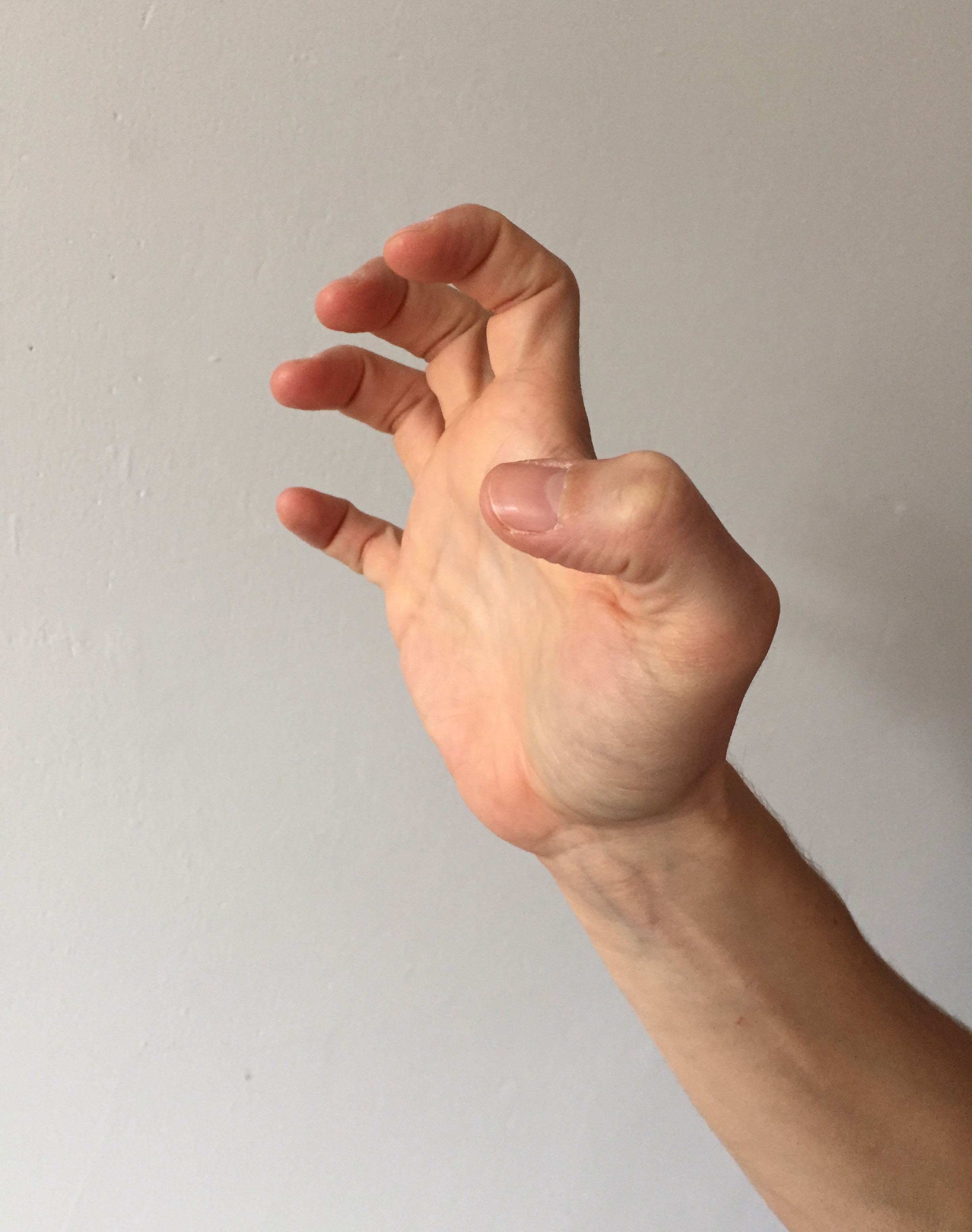
Hổ hình quyền

Hổ là biểu tượng cho võ thuật, đặc biệt là võ thuật cổ truyền Phương Đông. Khi ngắm hoạt động của loài hổ, các nhà sư Thiếu Lâm đã thấy được sức mạnh, sự dũng cảm và uy lực của chúng và đi tới kết luận đây là con vật có giá trị vô biên với tư cách một mẫu mực để noi theo rèn luyện võ thuật. Trong tự nhiên, hồ là con vật mau lẹ và quyết liệt, kết hợp giữa sức mạnh và sự uyển chuyển, mềm mại. Động tác tấn công của hổ là động tác ép tới giống như đang bị xô bởi một cỗ xe. Sức hổ là một loại ngoại lực cương mãnh hung bạo.
Hổ Hình Quyền có điểm chủ tạo là một thể cốt mạnh mẽ, chú trọng vào xương cốt. Kỹ thuật căn bản trong Hổ Hình Quyền là hổ trảo. Các thế đánh bằng trảo thủ nổi tiếng là: Mãnh Hổ Hồi Đầu, Ngạ Hổ Khiên Dương, đặc biệt là Lão Hổ Tiển Đầu; Mãnh Hổ Thôi Sơn. Khi thực hiện Hổ Hình Quyền, võ sĩ phải cảm và nghĩ như mình là một con hổ hoang vừa rời núi. Uy lực luôn luôn đến do lòng tự hào. Đây là lúc tinh thần của con cọp hoang hiển hiện để tăng thêm uy lực phi thường cho mọi cuộc chiến đấu.
Một nhánh nhỏ trong Hổ hình quyền là Bạch Hổ Quyền được sáng tạo bởi sự phụ Lâm Đạo Thai chuyên tấn công vào hạ bộ. Đây là môn võ với đặc trưng là tấn công vào chỗ hiểm của con người, nhất là vùng bộ hạ (cơ quan sinh dục). Tương truyền, một hôm Lâm Đạo Thai đang đi du ngoạn trên ngọn núi thì trông thấy một con cọp trắng nhỏ và một con khỉ đột lớn đang giao đấu. Con cọp trắng con thất thế trước một địch thủ quá to lớn. Cuối cùng con khỉ đột chụp được con cọp và sửa soạn xé ra làm hai mảnh, thì bất đồ cọp trắng vùng dậy tát mạnh vào hạ bộ của khỉ đột. Con khỉ rú lên rồi ngã xuống chết tươi. Chứng kiến cảnh đó, Lâm Đạo Thai đã sáng tạo ra môn võ Bạch Hổ Quyền.

### Báo hình quyền
Bài chi tiết: Báo hình quyền

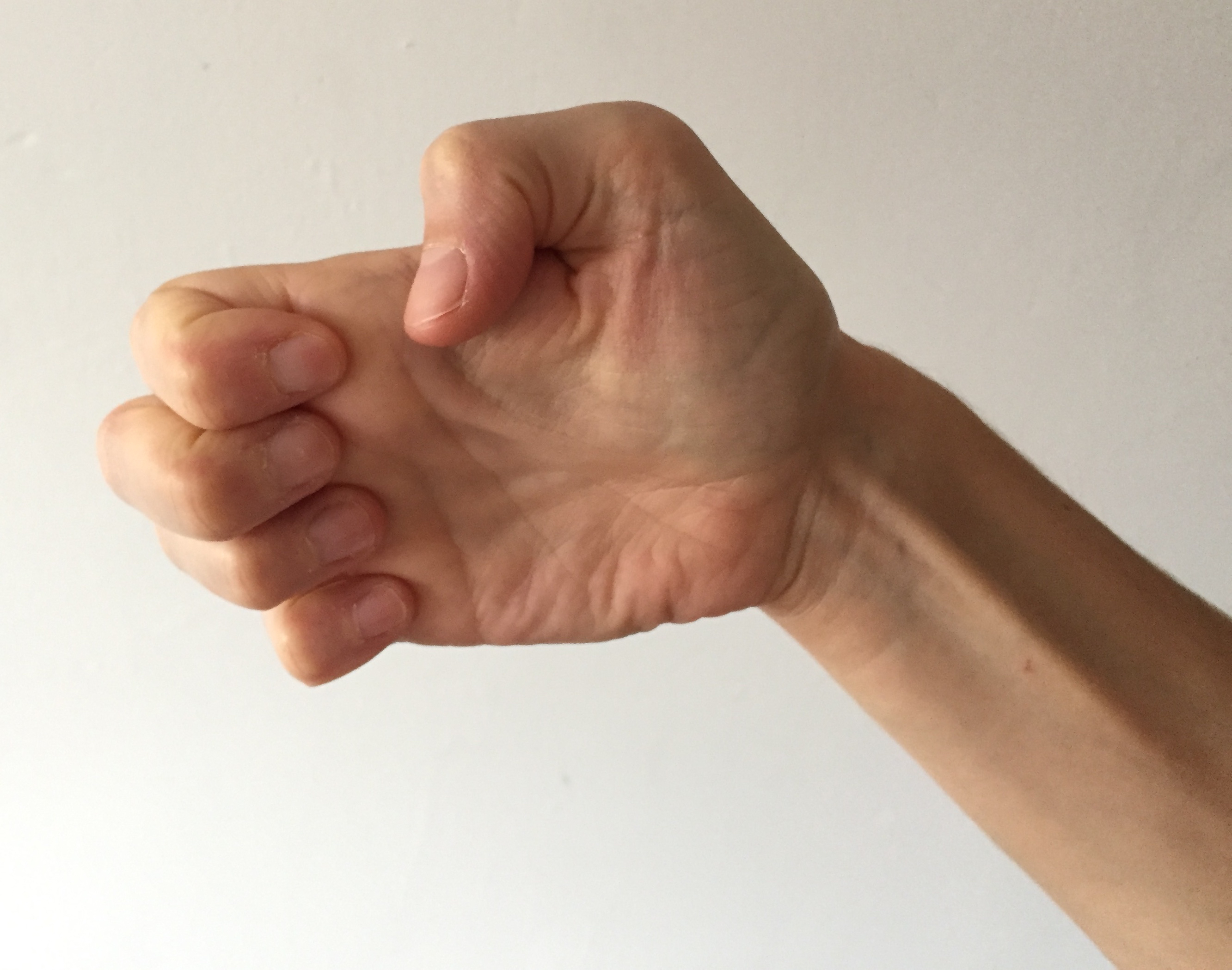
Báo hình quyền

Là môn võ được hình thành do mô phỏng động tác của loài báo, chú trọng vào sự nhanh nhẹn, tốc độ, khéo léo nhưng không kém phần cương mãnh như Hổ hình quyền. Trong hệ thống Ngũ hình quyền cổ điển, Báo hình quyền góp mặt nhưng trong hệ thống Ngũ hình quyền cách tân thì không góp mặt, một phần do cơ bản những động tác của loài báo có phần giống với loài hổ do đó để tránh trùng lắp, người ta đã chọn Hổ hình quyền.

### Hạc hình quyền

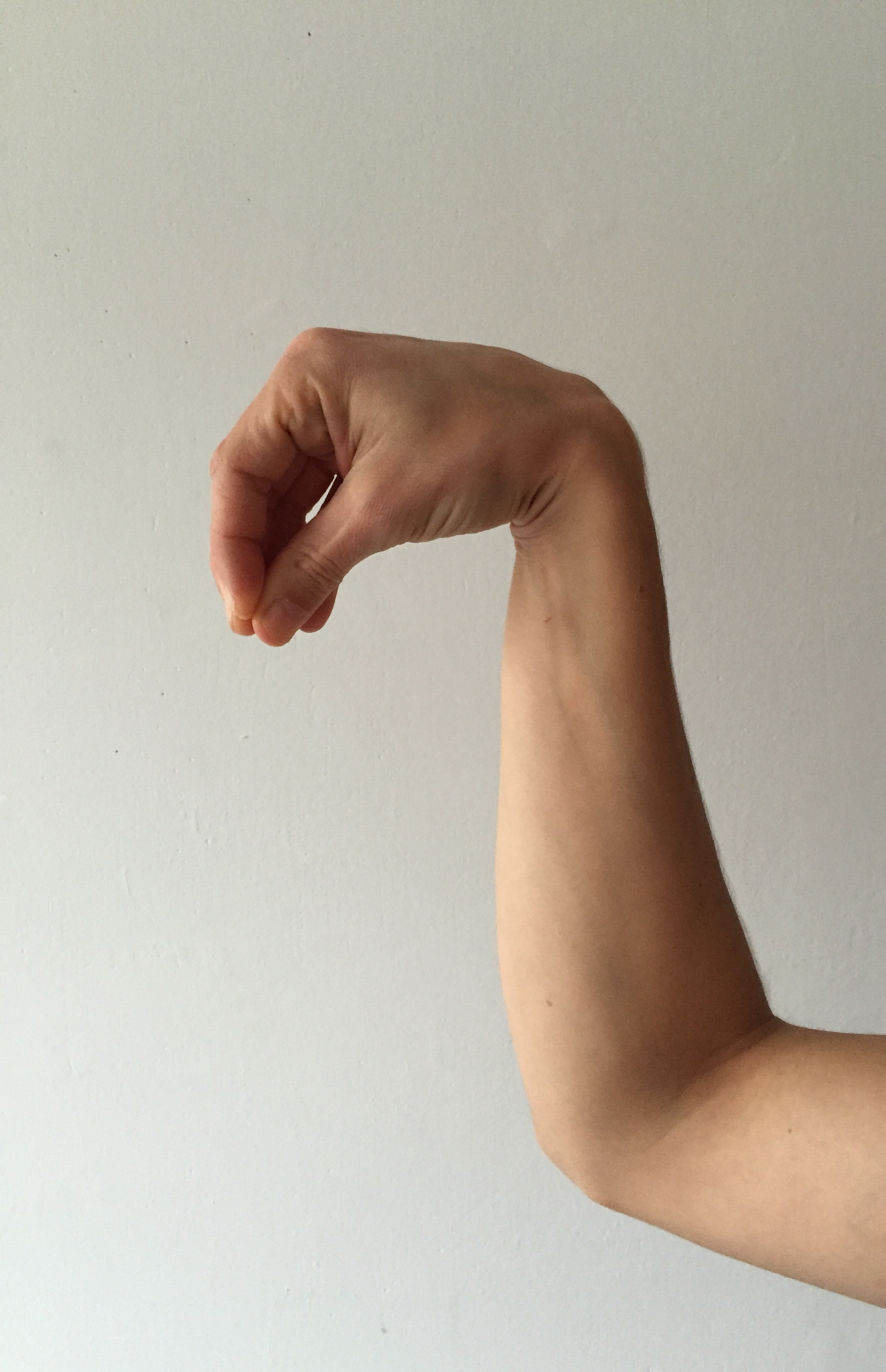
Hạc hình quyền

Hạc hay chính xác hơn là sếu là một loài chim nổi tiếng về tuổi thọ và một dục tính dị thường. Do dục tính dị thường biểu thị một nguồn năng lực sung mãn và do tính biểu thị cho sự trường thọ. Luyện Hạc Hình Quyền là cách giúp cho võ sinh kiên thủ nội năng và tăng cường lần sức mạnh về cả hai mặt nội lực và ngoại lực hướng tới sự cân bằng, tĩnh tại và biểu hiện là sự thăng bằng trong các động tác. Tác dụng của việc luyện tập là phát triển khí lực nội tại đồng thời làm cứng chắc xương, và cơ bắp.
Hạc có bản chất trầm lặng tương tự như rắn và cũng như rắn, mọi động tác của hạc để triệt hạ hoặc chế ngự đối thủ đều chỉ dùng một lực tối thiểu. Toàn bộ kỹ thuật Hạc Hình Quyền là những động tác xoay vòng. Tất cả đều nhu nhuyễn và được thư giãn. Tuy nhiên, những động tác này sẽ bật ra một uy lực bất thần, chớp nhoáng ngay khi chạm vào mục tiêu. Nổi tiếng trong Hạc Hình Quyền là những đòn mở rộng tương tự như cánh hạc xòe ra gọi là Hạc Dực. Triết lý này tương tự như Thái cực quyền của Võ Đang.

### Hầu quyền

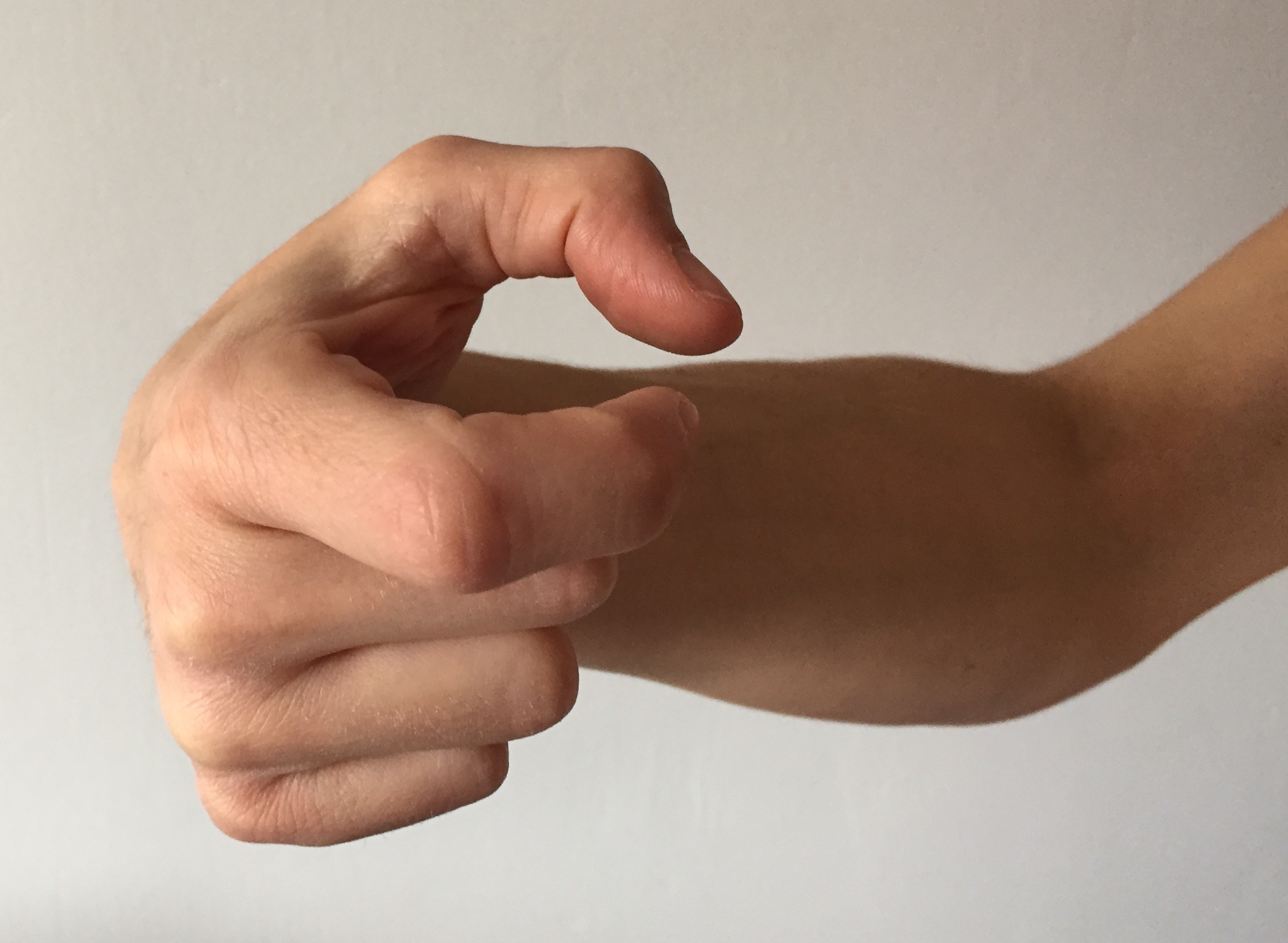
Hầu quyền túy quyền

Hầu quyền hay võ khỉ là một nhánh trong hệ thống Ngũ hình quyền cách tân, những động tác của môn võ này mô phỏng động tác của những con khỉ khi nhảy nhót, nhào lộn. Môn võ này chú trọng vào sự nhanh nhẹn và tinh quái. hầu quyền chú trọng các kỹ thuật nhảy, nhào lộn, chụp bắt làm sở trường. Hầu quyền đòi hỏi ở người sử dụng sự phối hợp nhịp nhàng của thủ pháp, cước pháp và thân pháp linh động nhẹ nhàng. Các động tác của hầu quyền đều phụ thuộc vào tính linh hoạt, nhạy cảm của đôi mắt

### Đường lang quyền

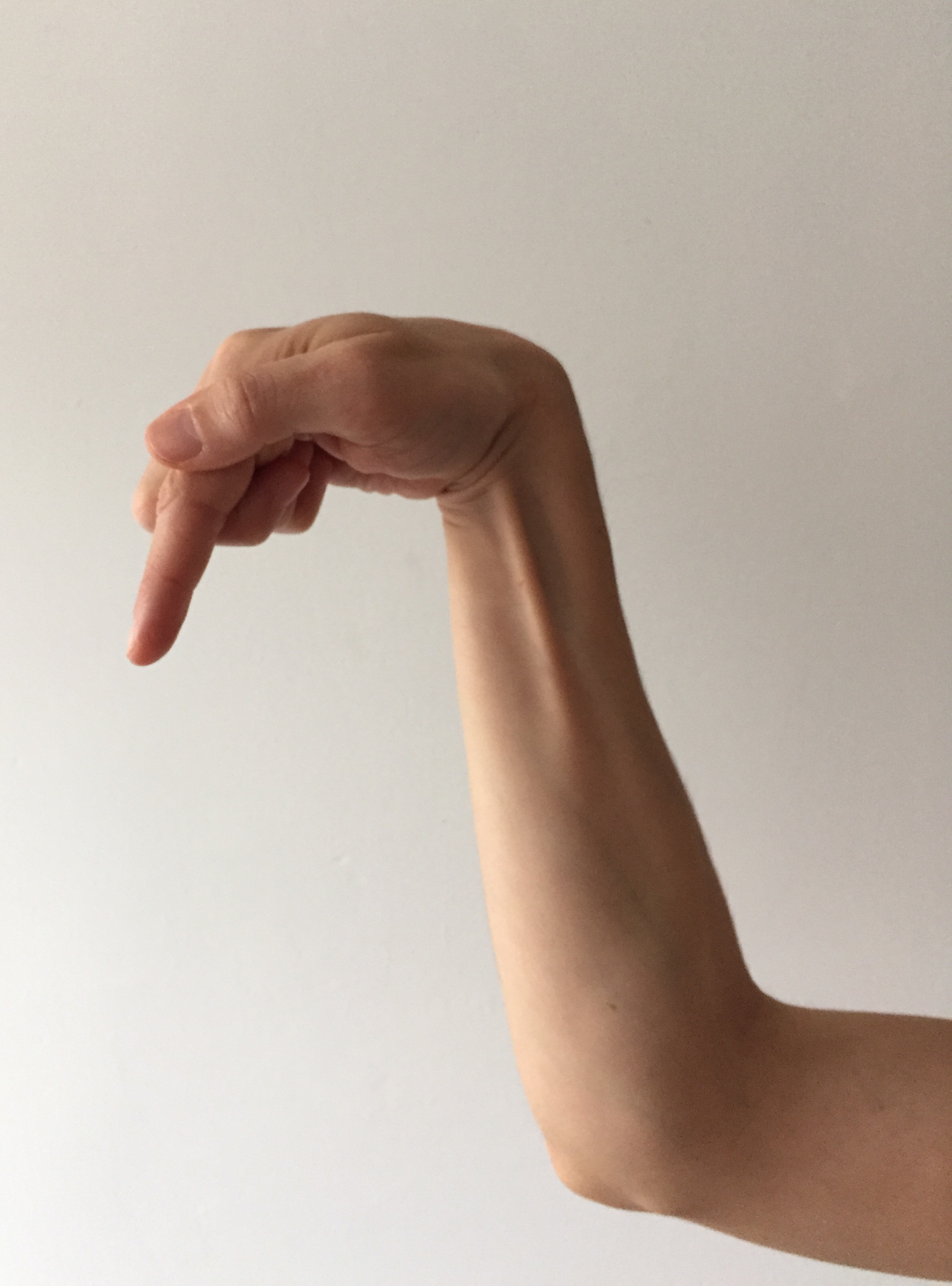
Đường lang quyền

Đường lang quyền hay còn gọi là võ bọ ngựa là một nhánh trong hệ thống Ngũ hình quyền cách tân. Đường lang quyền hình thành do những nhà võ thuật quan sát động tác của con bọ ngựa mà sáng tạo thành. Đường lang quyền Bắc phái là Vương Lang sáng tạo, Nam phái là do Châu Nam sáng lập tại Giang Tây. Cả hai đều nhân khi tình cờ chứng kiến cuộc tranh hùng giữa con bọ ngựa và một con dế, kết quả con dế bị mổ bụng chết. Sau nhiều năm nghiên cứu, họ đã sáng chế ra một phương thức công thủ, rập theo thủ pháp của bọ ngựa, kết hợp cùng những đòn thế của mười tám võ phái gia truyền biến chế thành một võ phái mới. Đường Lang Quyền gồm các bài quyền: Thất Tinh Đường Lang (còn gọi là La Hán Đường Lang), Lục Hợp Đường Lang (còn gọi là Mã Hầu (khỉ ngựa) Đường Lang tức Thái Cực Đường Lang).

## Các võ phái

### Hồng Gia quyền
Điểm nổi bật giống nhau giữa các hệ phái Thiếu Lâm Hồng Quyền do Hồng Hy Quan phát triển là hệ thống Ngũ Hình Quyền dựa trên cơ sở các động tác của Long, Xà, Hổ, Báo, Hạc tượng trưng cho Ngũ Hành (Long (Thổ) luyện Thần, Xà (Thủy) luyện Khí, Hổ (Kim) luyện Xương Cốt, Báo (Mộc) luyện Gân, Hạc (Hỏa) luyện Tinh). Cũng có một số hệ phái Hồng quyền không có hệ thống Ngũ Hình Quyền, những hệ phái Hồng quyền này rất ít và không phải là Hồng quyền tiêu biểu. Hồng Gia Quyền đặc biệt chú trọng đến việc mô phỏng động tác của loài hổ và được chọn lọc để nâng lên thành bài Hổ hình quyền.
Bài Ngũ Hình quyền của Hồng Gia quyền sau này được phát triển lên thành Thập Hình quyền (Long, Xà, Hổ, Báo, Hạc, Tượng, Mã, Sư, Hầu, Bưu), có nhiều lưu phái Hồng Gia quyền của Hồng Hy Quan đã không còn dạy bài Ngũ Hình nữa mà chỉ còn dạy bài Thập Hình. Hiện nay nhiều lưu phái Hồng Gia quyền lấy hẳn bài Thập Hình quyền làm đặc trưng quyền pháp vì trong đó đã có bài Ngũ Hình rồi. Bạch Mi quyền của Bạch Mi đạo nhân sau này cũng được sáng tác trên cơ sở Hổ hình quyền và Báo hình quyền của Ngũ Hình quyền của Thiếu Lâm Tung Sơn Hà Nam.

### Vịnh Xuân Quyền
Hệ thống ngũ hình quyền với năm con linh thú (Long, Hổ, Báo, Xà, Hạc) nằm trong chương trình luyện tập của một số dòng phái Vịnh Xuân quyền tại Hà Nội, Việt Nam như Vĩnh Xuân Nội gia quyền, Vĩnh Xuân Ngô gia Hoàng pháp và hiện cũng đã được tập luyện tại Thành phố Hồ Chí Minh.
Trải qua một tiến trình lịch sử dằng dặc, hệ thống ngũ hình đã được trau truốt, tinh lọc, sửa đổi rất nhiều. Đáng chú ý là sự bổ sung của hệ thống này vào kỹ pháp các dòng phái Vịnh Xuân quyền Việt Nam. Khi nghiên cứu 6 bài quyền (Ngũ hình quyền tổng hợp, Long hình quyền, Hổ hình quyền, Báo hình quyền, Xà hình quyền, Hạc hình quyền), mặc dù đã ít nhiều có sự hòa hợp của hệ thống này so với các công phu Vịnh Xuân quyền truyền thống, người tập vẫn dễ dàng nhận ra một số khác biệt: tính đơn thế và tính chất trường quyền.
Lý giải về sự có mặt của ngũ hình quyền pháp trong Vịnh Xuân quyền Việt Nam không ngoài câu trả lời: sư tổ Tế Công là người am hiểu nhiều dòng phái võ thuật Trung Hoa, khi giảng dạy cho các môn sinh tại Việt Nam, dù vẫn nhấn mạnh công phu Vịnh Xuân, ông cũng có sự kết hợp với các dòng phái khác cho phù hợp với thể chất và năng khiếu của mỗi môn đồ. Lý giải điều đó cũng giúp ta nhận ra tại sao các dòng Vịnh Xuân tại Thành phố Hồ Chí Minh có một hệ thống bài quyền khác biệt với miền Bắc, và nhiều võ sư Vịnh Xuân quyền Việt Nam đã phát triển môn phái theo các hướng khác nhau, dù cùng xuất xứ từ tổ sư.
Theo lưu phái Vịnh Xuân quyền tại Phật Sơn, Quảng Đông và Vịnh Xuân quyền từ Diệp Vấn ở Hong Kong thì Vịnh Xuân quyền chỉ có 4 bài quyền gồm: Tiểu Niệm Đầu, Tầm Kiều, Tiêu Chỉ, và Mộc Nhân Trang có 116 chiêu thức trong đó 1/2 bài là lập lại thành ra chỉ có 58 chiêu thức trên thực tế, khác với bài Mộc Nhân Trang của Vịnh Xuân quyền Hà Nội có 108 chiêu thức.
Tương truyền rằng Nguyễn Tế Công đã du nhập hệ thống Ngũ Hình quyền từ Thiếu Lâm vào Vịnh Xuân vì Nguyễn Tế Công đã từng học qua Thiếu Lâm quyền truyền thống, nhưng trong hệ thống Ngũ Hình quyền này từ Nguyễn Tế Công cho thấy không giống Ngũ Hình quyền của Thiếu Lâm. Ngũ Hình quyền là một hệ thống quyền pháp nổi tiếng tại chùa Thiếu Lâm (Tung Sơn, Hà Nam) và tại chùa Nam Thiếu Lâm (Phúc Kiến).
Hệ thống Ngũ Hình quyền tại chùa Nam Thiếu Lâm ở Phúc Kiến còn tồn tại sót lại trong hệ thống quyền pháp của Thiếu Lâm Hồng gia và Bạch Mi quyền rất rõ nét của Thiếu Lâm quyền còn vương lại nhưng cũng không giống hoàn toàn với Ngũ Hình quyền của Thiếu Lâm (Tung Sơn, Hà Nam).
Hệ thống ngũ hình quyền của các dòng phái Vịnh Xuân Quyền Việt Nam bao gồm 6 bài:
1. Ngũ hình quyền tổng hợp: bài được chia thành 5 phần tách biệt ứng với năm con thú thiêng, bắt đầu từ các chiêu thức tay xà, tiến tới tay long, hổ, báo và kết thúc là tay hạc. Các thế tấn và bộ pháp trong bài hỗ trợ cho thủ pháp. Đây là bài quyền đặc biệt phong phú về chiêu thức, động tác. Phong thái kết hợp cả nhu nhuyễn, chậm rãi đến tốc lực, dương cương.
2. Long hình quyền: Long quyền thuộc thổ, lấy tỳ làm chủ, luyện thần. đặc trưng bởi những thế chộp, vồ (cầm nã thủ), sử dụng bàn tay với các ngón tay xòe mở rộng trong những chiêu thức nhấn mạnh nguyên lý vòng tròn, các chiêu thức thường được diễn thế lặp lại 3 lần.
3. Hổ hình quyền: Hổ quyền thuộc kim, chủ phế, dùng để luyện cơ bắp. Bài không có đòn chân (cước pháp). Chủ luyện đòn đấm thẳng dẫn đạo (tay hổ), đòn đánh bằng lưng bàn tay kết hợp với bật chỏ ngang. Các đòn thế thường đi theo đường thẳng, với tốc độ cao và uy lực cương mãnh không thích hợp cho nữ giới.
4. Báo hình quyền: Báo quyền hành mộc, chủ can, luyện gân. Bài sử dụng tấn pháp linh hoạt, nhanh nhẹn phối hợp với những đòn tấn công chớp nhoáng bằng các khớp xương giữa của đốt ngón tay gọi là Báo Chùy (tay báo) dùng để chặn đòn đối phương hay đánh bật vào huyệt thái dương, thường sử dụng hai tay tấn công đồng thời kết hợp với cước pháp.
5. Xà hình quyền: Xà quyền thuộc hành thủy, chủ thận, luyện khí (tiên thiên). Rắn không chân nên bài Xà quyền không có đòn cước. Bài chủ luyện sự nhu nhuyễn, linh hoạt của những ngón tay (tay xà) uốn éo với nguyên tắc dùng eo xoay để phát lực, thường áp dụng những thế tấn rất thấp và có những thế đánh dạng hồi mã thương rất độc thủ. Bài còn được luyện quỳ ngồi nằm trên mặt đất để trở thành bài Xà địa quyền.
6. Hạc hình quyền: Hạc quyền thuộc hành hỏa, chủ tâm, dùng để luyện tinh. Bài sử dụng những đòn đánh bằng cạnh tay (tay hạc) và cổ tay gọi là Hạc Đỉnh thủ và Hạc Câu thủ hoặc mỏ hạc gọi là Hạc Trủy thủ trong những tư thế dang mở rộng cánh với những đòn đánh chỏ kết hợp với tấn chéo, tấn một chân (hạc tấn). Nhiều môn đồ Vịnh Xuân quyền đánh giá đây là bài quyền có phong cách hào sảng và đẹp nhất trong các bài ngũ hình quyền.